# فيرونيكا مارتينيك
فيرونيكا مارتينيك (بالألمانية: Veronika Martinek) مواليد 3 أبريل 1972 في أوستي ناد لابم، تشيكوسلوفاكيا، هي لاعبة كرة مضرب ألمانية سابقة بدأت مسيرتها كمحترفة سنة 1987، اعتزلت اللعب في 2001. أعلى تصنيف لها في الفردي كان المركز الـ 49 في سنة 1991. أعلى تصنيف لها في الزوجي كان المركز الـ 117 في سنة 1994.

## روابط خارجية
- فيرونيكا مارتينيك على موقع رابطة محترفات التنس (الإنجليزية)
- فيرونيكا مارتينيك على موقع الاتحاد الدولي لكرة المضرب (الإنجليزية)
- فيرونيكا مارتينيك على موقع خلاصة التنس.كوم (الإنجليزية)